# Шевчик Андрій Володимирович
Андрі́й Володи́мирович Ше́вчик (17 червня 1973 , Краснодар ) — український інженер та проросійський політичний діяч, депутат Енергодарської міської ради від Партії регіонів (2010—2015) та проросійської партії ОПЗЖ (2020—2022). Колаборант з Росією.

## Життєпис
Андрій Шевчик народився у Желєзногорську (адреса для листування — «Красноярськ-26»). 2001 року закінчив Українську інженерно-педагогічну академію за спеціальністю «Менеджмент організацій» (кваліфікація — «Інженер економіст»). Працював провідним інженером Запорізької АЕС ДП "НАЕК «Енергоатом».
2010 року був обраний депутат Енергодарської міської ради від Партії регіонів. 2013 року здобув кваліфікацію «Магістр атомної енергетики» за спеціальністю «Атомна енергетика» у Одеському Національному Політехнічному Університеті.
27 березня 2022 року Андрій Шевчик проголосив створення «ради самоорганізації Енергодара», що мала виконувати функції міської влади у співпраці з російськими окупантами. Мер міста Дмитро Орлов заявив, що новостворена структура не має жодного відношення до юрисдикції України. Росіяни запропонували Шевчику очолити «окупаційну раду» ще за 10 днів до офіційного оголошення.
22 травня невідомі підірвали під'їзд в будинку № 38 на вулиці Курчатова в Енергодарі, де перебував Шевчик. Через вибух колаборант та його охоронці отримали травми та були госпіталізовані. Сам Шевчик, за словами місцевого видання, потрапив до реанімації. Після атаки Шевчик не виїхав з міста, проте окупанти зняли з нього охорону.